# São Lourenço (Santarém)
São Lourenço era uma antiga freguesia de Santarém, situada na zona alta da cidade, englobando no seu território o Convento de São João Baptista dos frades capuchos (actualmente, Cemitério dos Capuchos) e a Ermida da Madre de Deus. A paróquia, fundada no século XIII, foi extinta e integrada na de Santo Estêvão do Milagre no século XIX. Pouco depois, em 1851, também esta paróquia haveria de ser extinta, por decisão de D. Guilherme, Patriarca de Lisboa, tendo o antigo território de São Lourenço sido integrado em Marvila.